# Computer Language Shootout
The Great Computer Language Shootout – projekt napisania zestawu 25 prostych benchmarków w kilkudziesięciu językach programowania mających implementacje Open Source.
Każdy program jest oceniany ze względu na czas wykonywania, zużycie pamięci oraz długość kodu.
Wyniki tego benchmarku okazały się dla wielu zaskakujące – funkcjonalne języki bardzo wysokiego poziomu takie jak Ocaml, SML, Common Lisp i Scheme osiągały wyniki wydajności porównywalne z uważanymi za wyjątkowo wydajne C i C++ i znacząco lepsze od kompilowanej Javy (w szczególności Ocaml nawet interpretowany okazał się szybszy od kompilowanej Javy) i znacznie lepsze wyniki długości kodu. Najbardziej zwięzłe okazały się Ocaml i Ruby. Publikacja tych wyników była jednym z czynników, które zdecydowały o wzroście popularności tych języków wśród programistów Open Source, wcześniej zdominowanego przez C.